# Łodyna
Łodyna (ukrán nyelven: Лодина) Lengyelország délkeleti részén, a Kárpátaljai vajdaságban, a Bieszczadi járásban, Ustrzyki Dolne község területén található település, közel a lengyel–ukrán határhoz.A község központjától, Ustrzyki Dolnétől 4 kilométernyire északra található és a vajdaság központjától, Rzeszówtól 76 kilométernyire található délkeleti irányban.
1939-ben Molotov–Ribbentrop-paktum nyomán a Szovjetunióhoz került, ahol a település a Drogobicsi területhez tartozott. Az 1951-es szovjet–lengyel területcsere során a település visszakerült Lengyelországhoz. Ukrán lakosságát (147 családot) áttelepítették a Herszoni területen fekvő Zmijivka faluba..

## Fordítás
Ez a szócikk részben vagy egészben  a(z)   Łodyna című angol Wikipédia-szócikk ezen változatának fordításán alapul.  Az eredeti cikk szerkesztőit annak laptörténete sorolja fel. Ez a jelzés csupán a megfogalmazás eredetét és a szerzői jogokat jelzi, nem szolgál a cikkben szereplő információk forrásmegjelöléseként.